# フリードリヒ・ヴィルヘルム・ベッセル

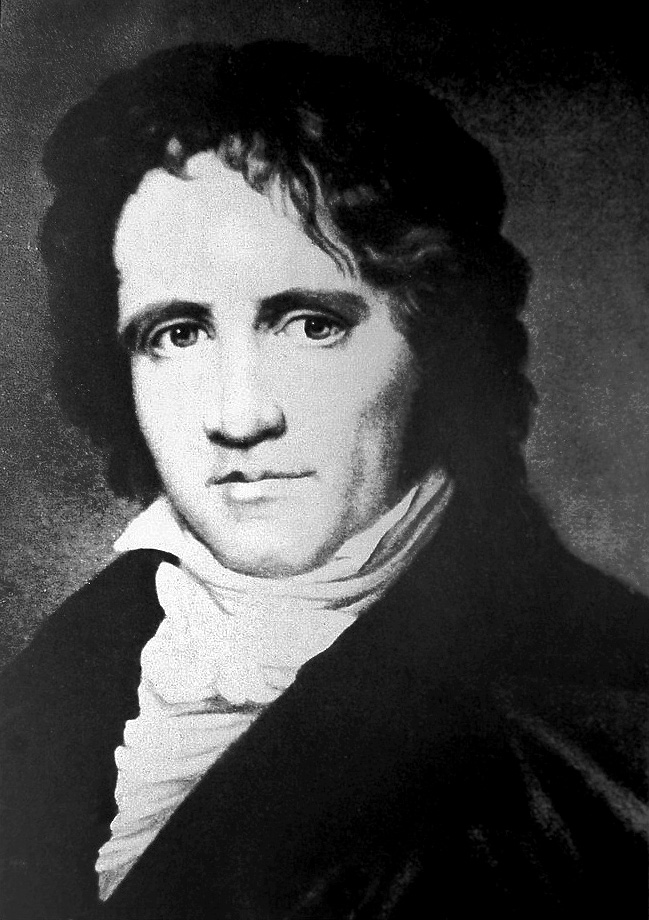
フリードリヒ・ヴィルヘルム・ベッセル

フリードリヒ・ヴィルヘルム・ベッセル（Friedrich Wilhelm Bessel, 1784年7月22日 - 1846年3月17日）は、ドイツの数学者・天文学者。
恒星の年周視差を発見し、ベッセル関数を分類したことで知られる（関数の発見者はダニエル・ベルヌーイである）。ヴェストファーレン地方のミンデンに生まれ、ケーニヒスベルク（現在のロシアのカリーニングラード）で癌のために没した。

## 生涯
ベッセルは公務員の息子として生まれ、14歳で貿易関連のクーレンカンプ社に徒弟として入った。入って間もなく彼はその会社の経理係となった。その会社は輸送手段として貨物船に頼っていたため、彼はその数学の能力を航海上の様々な問題を解くために使うようになった。このことからさらに、海上での経度を決める手段として使われた天文学にも興味を持つようになった。
その後、彼はハレー彗星の軌道計算を改良した仕事で、当時のドイツ天文学界の大物であったハインリヒ・ヴィルヘルム・オルバースに注目されるようになった。その2年後に彼はクーレンカンプ社を辞め、ブレーメンの近くにあるリリエンタール天文台の助手となった。彼はここで、ジェームズ・ブラッドリーが観測して精密な位置を与えた3,222個の恒星データの研究を行った。
この研究は多くの注目を集めることとなり、彼は25歳でプロイセン国王フリードリヒ・ヴィルヘルム3世からケーニヒスベルク天文台長（ケーニヒスベルク大学）に任命された。ここで彼はブラッドリーの観測データに基づいた大気差表を発表し、この業績によってフランス学士院のラランド賞を受賞した。この研究を元にして、ケーニヒスベルク時代に彼は50,000個以上の恒星の位置を測定した。
この研究で経験を積んだことで彼は、今日最も良く知られている彼の偉業を成し遂げることができた。すなわち、恒星の視差を用いてその星までの距離を初めて計算したのである。天文学者は以前から、視差を観測すれば恒星間空間スケールでの距離を初めて正確に求めることができると考えていた。実際、1830年代は恒星の正確な視差を最初に測定しようとする天文学者達の熾烈な競争の舞台となった。1838年、ベッセルがはくちょう座61番星の視差が0.314秒角であることを発表し、このレースに勝利した。この値と地球軌道の直径の値から、この星が約3パーセクの距離にあることが明らかになった。現代のヒッパルコス衛星の観測結果では、この恒星の視差は0.28547秒角となっている。ベッセルに僅かな差で敗れたものの、同じ年にドイツのフリードリッヒ・フォン・シュトルーベとイギリスのトーマス・ヘンダーソンがそれぞれ、こと座のベガとケンタウルス座α星の視差の測定に成功している。
ベッセルの正確な測定によって、はくちょう座61番星の視差が決定されただけでなく、シリウスとプロキオンの運動にずれがあることも明らかになった。このことから彼は、これらの恒星のずれは目に見えない伴星の重力によるものではないかと推定した。1841年に彼はこのシリウスの「見えない伴星」について発表したが、これは観測されていない伴星の存在を位置測定によって正しく指摘した最初の例であり、その後のシリウスBの発見へとつながるものであった。
ベッセルは大学教育を受けなかったにもかかわらず、当時の天文学界で大きな位置を占める存在となった。後に彼はイギリス王立協会の会員に選出され、また月の晴れの海にある最も大きなクレーターに彼の名が付けられている。
彼は1829年及び1841年にイギリス王立天文学会のゴールドメダルを、1842年にプール・ル・メリット勲章を受賞している。

## エポニム
自然科学の様々な分野で彼の名前が付けられた事物が存在している。詳細は各項の解説を参照のこと。
- ベッセル楕円体（地理学）
- ベッセルの微分方程式の解としてのベッセル関数（数学）
- ベッセルの補間公式（数学）
- ベッセル点（計測工学）
- ベッセル年初、ベッセル年（天文学）
- ベッセルフィルタ（数学）
- 小惑星(1552)ベッセル [2]。